# In Aménas Airport
In Aménas Airport är en flygplats i Algeriet. Den ligger i den östra delen av landet, 1 100 km sydost om huvudstaden Alger. In Aménas Airport ligger 562 meter över havet.
Terrängen runt In Aménas Airport är mycket platt.  Trakten runt In Aménas Airport är nära nog obefolkad, med mindre än två invånare per kvadratkilometer. Det finns inga samhällen i närheten. Trakten runt In Aménas Airport är ofruktbar med lite eller ingen växtlighet.